# Jan Różycki (kartograf)

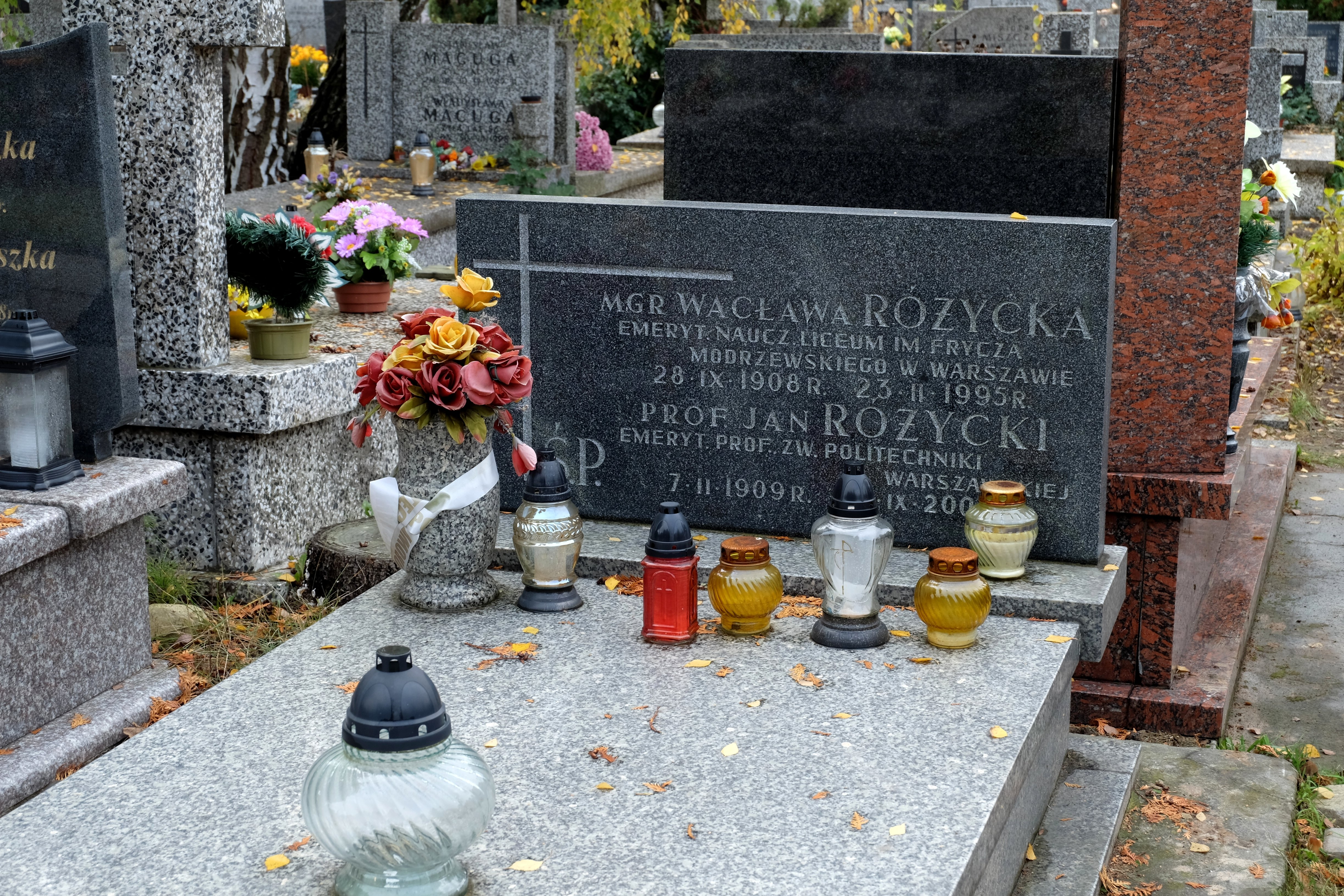
Grób Jana Różyckiego na Cmentarzu Komunalnym Północnym w Warszawie

Jan Różycki (ur. 7 lutego 1909 w Karaczyjowicach, zm. 4 września 2005 w Warszawie) – polski kartograf, prof. zw. nauk technicznych o specjalności kartografia matematyczna, profesor Politechniki Warszawskiej.

## Życiorys
Jan Różycki urodził się 7 lutego 1909 w Karaczyjowicach koło Kamieńca Podolskiego w rodzinie ziemiańskiej. Był najmłodszy z sześciorga rodzeństwa.
Ukończył gimnazjum w Ostogu nad Wilją. Po wojnie z bolszewikami musiał wraz z rodziną opuścić rodzinne Karaczyjowice i przenieść się do Strychanów na Wołyniu, gdzie jego ojciec został zarządcą majątku.
W 1934 roku ukończył studia na Wydziale Geodezyjnym Politechniki Warszawskiej. W latach 1934–1935 odbył służbę wojskową w Szkole Podchorążych Rezerwy Artylerii we Włodzimierzu Wołyńskim. Do wybuchu II wojny światowej pracował jako inżynier geodeta przy pomiarach i klasyfikacji gruntów w Pułtusku, prowadził pomiary kolejowe w Dziale Pomiarów Dyrekcji Okręgowej Kolei Państwowych w Poznaniu oraz pracował w Wydziale Planowania Miasta Stołecznego Warszawy. W 1939 roku był zastępcą dowódcy plutonu topograficzno-ogniowego podczas obrony Warszawy. Po kapitulacji był więźniem w obozach jenieckich w Osterode Hartz, Prenzlau i Woldenbergu. Wykładał kartografię matematyczną w Tajnej Szkole Topograficznej WIG, prowadząc badania nad odwzorowaniem Gaussa-Krügera. Efektem badań była praca „Odwzorowanie Gaussa-Krügera w zastosowaniu do wyników triangulacji niższych i wyższych rzędów”.
Po wojnie wrócił do Polski i pracował w Wydziale Pomiarów Zarządu Miejskiego w Warszawie, a następnie w Głównym Urzędzie Pomiarów Kraju. Od 1945 roku wykładał kartografię matematyczną na Politechnice Warszawskiej. Pod koniec 1945 roku wszedł w skład grupy inicjatywnej, która w 1946 roku powołała Stowarzyszenie Inżynierów i Techników Komunikacji Rzeczpospolitej Polskiej.
W latach 1952–1977 był redaktorem naczelnym kwartalnika naukowego „Geodezja i Kartografia”. Od 1953 roku był członkiem Komitetu Geodezji PAN. W latach 1953–1954 był prodziekanem, a w kadencji 1954-1956 prorektorem do spraw grupy wydziałów inżynieryjnych Politechniki Warszawskiej. W 1954 roku uzyskał tytuł profesora nauk technicznych. Od tego samego roku był profesorem i kierownikiem Katedry Kartografii Politechniki Warszawskiej, a także kierownikiem Zakładu Kartografii Matematycznej (do marca 1970 roku). W latach 1960–1962 był dziekanem Wydziału Geodezji i Kartografii, w latach 1954–1956 i 1962–1969 prorektorem Politechniki Warszawskiej, a w latach 1970–1977 dyrektorem Instytutu Fotogrametrii i Kartografii.
Jan Różycki był promotorem prac doktorskich, opiekunem prac habilitacyjnych oraz recenzentem prac doktorskich i habilitacyjnych. Tworzył prace głównie z dziedziny kartografii matematycznej.
Od 1948 roku należał do PZPR.
Zmarł 4 września 2005 roku.

## Odznaczenia
W czasach PRL został odznaczony m.in.:
- Krzyżem Komandorskim i Oficerskim Orderu Odrodzenia Polski,
- Orderem Sztandaru Pracy II klasy,
- dwukrotnie Złotym Krzyżem Zasługi,
- Srebrnym Krzyżem Zasługi,
- odznaką Zasłużony Nauczyciel PRL[5].

## Publikacje
- 1949: Odwzorowanie Gaussa-Krügera i jego zastosowanie w Polsce
- 1950–1953: Krótki zarys teorii odwzorowań kartograficznych
- 1959: Propozycje podstaw matematycznych mapy świata w skali 1:2500 000
- 1973: Kartografia matematyczna

Źródło: Nowa encyklopedia powszechna PWN.